# Hrabstwo Santa Cruz (Arizona)

Piramida wieku hrabstwa

Hrabstwo Santa Cruz – hrabstwo w Stanach Zjednoczonych, w południowej części stanu Arizona. W roku 2010 liczba mieszkańców wyniosła 47 420. Stolicą jest Nogales.

## Historia
Hrabstwo Santa Cruz (hiszp. święty krzyż) powstało w 1899 roku. Nazwa pochodzi od rzeki Santa Cruz, której nazwę nadał jezuicki misjonarz Eusebio Kino pod koniec XVII wieku.

## Geografia
Całkowita powierzchnia wynosi 3 207 km² co sprawia, że jest to najmniejsze hrabstwo w Arizonie. Na terenie hrabstwa leżą Narodowy Park Historyczny Tumacácori, Coronado National Forest (część) i Las Cienegas National Conservation Area (część).

### Miejscowości
- Patagonia
- Nogales

### CDP
- Amado
- Beyerville
- Elgin
- Kino Springs
- Rio Rico
- Sonoita
- Tubac
- Tumacacori-Carmen

### Sąsiednie hrabstwa
- hrabstwo Pima – zachód i północ
- hrabstwo Cochise – wschód
- gmina Nogales w meksykańskim stanie Sonora – południowy zachód
- gmina Santa Cruz w meksykańskim stanie Sonora – południe
- gmina Sáric w meksykańskim stanie Sonora – południowy wschód